# Tige Simmons
Tige Arthur Simmons, OAM (nascido em 5 de maio de 1977) é um atleta paralímpico australiano que compete na modalidade basquetebol em cadeira de rodas. Conquistou medalhas de ouro nos Jogos Paralímpicos de Pequim 2008 e Londres 2012. Foi medalhista de ouro no mundial da mesma modalidade em 2010, além de conquistar bronze em 2006. Foi selecionado para disputar a Paralimpíada da Rio 2016, onde sua equipe, os Rollers, terminou na sexta colocação.

## Detalhes
Ficou paraplégico devido a um acidente de moto.

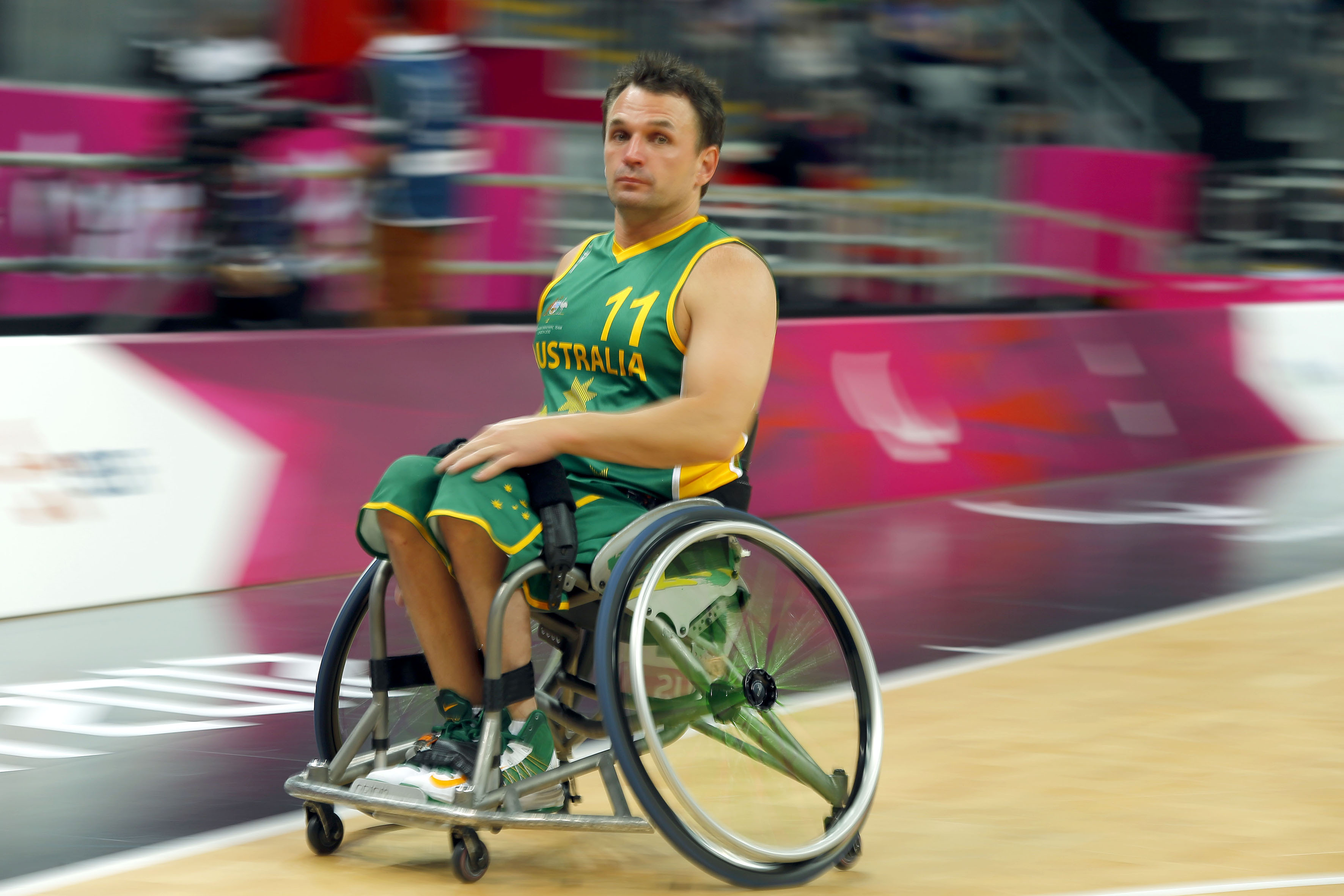
Simmons durante os Jogos Paralímpicos de Londres 2012.